# Вернон, Аннабель
Аннабель «Энни» Морвенна Вернон (англ. Annabel "Annie" Morwenna Vernon; род. 1 сентября 1982, Труро, Юго-Западная Англия) — британская гребчиха, выступавшая за сборную Великобритании по академической гребле в период 2004—2012 годов. Серебряная призёрка летних Олимпийских игр в Пекине, двукратная чемпионка мира, победительница и призёрка многих регат национального значения.

## Биография
Аннабель Вернон родилась 1 сентября 1982 года в городе Труро графства Корнуолл, Англия.
Заниматься академической греблей начала в возрасте 17 лет в клубе Castle Dore Rowing Club — по примеру отца и старшего брата. Позже проходила подготовку в таких гребных клубах как Thames Rowing Club и Marlow Rowing Club.
Впервые заявила о себе в гребле на международной арене в 2004 году, выиграв бронзовую медаль в распашных безрульных двойках на молодёжной регате в Познани.
В 2005 году вошла в основной состав британской национальной сборной, стала серебряной призёркой в парных четвёрках на этапе Кубка мира в Люцерне, выступила на чемпионате мира в Гифу, где в одиночках показала итоговый девятый результат.
В 2006 году в парных двойках одержала победу на этапе Кубка мира в Мюнхене, тогда как на домашнем мировом первенстве в Итоне была в той же дисциплине четвёртой.
В 2007 году в парных четвёрках победила на двух этапах Кубка мира, одержала победу на чемпионате мира в Мюнхене.
Благодаря череде удачных выступлений удостоилась права защищать честь страны на летних Олимпийских играх 2008 года в Пекине. В составе четырёхместного парного экипажа, куда также вошли гребчихи Дебби Флад, Фрэнсис Хотон и Кэтрин Грейнджер, финишировала в решающем финальном заезде второй позади команды из Китая и тем самым завоевала серебряную олимпийскую медаль.
После пекинской Олимпиады Вернон осталась в составе гребной команды Великобритании на ещё один олимпийский цикл и продолжила принимать участие в крупнейших международных регатах. Так, в 2009 году она побывала на чемпионате мира в Познани, откуда привезла награду серебряного достоинства, выигранную в зачёте парных двоек — в финале пропустила вперёд только экипаж из Польши. Кроме того, в этом сезоне добавила в послужной список две золотые медали, полученные на этапе Кубка мира в Баньолесе.
В 2010 году на мировом первенстве в Карапиро вновь победила в парных четвёрках, став таким образом двукратной чемпионкой мира по академической гребле. В той же дисциплине была лучшей на этапах Кубка мира в Бледе и Люцерне.
На чемпионате мира 2011 года в Бледе в четвёрках сумела квалифицироваться лишь в утешительный финал B и расположилась в итоговом протоколе соревнований на седьмой строке.
Находясь в числе лидеров британской национальной сборной, благополучно прошла отбор на домашние Олимпийские игры 2012 года в Лондоне — на сей раз стартовала в восьмёрках и заняла итоговое пятое место. Вскоре по окончании этого сезона приняла решение завершить спортивную карьеру.